# NGC 4529
NGC 4529 é uma galáxia espiral (Sc) localizada na direcção da constelação de Coma Berenices. Possui uma declinação de +20° 11' 01" e uma ascensão recta de 12 horas, 32 minutos e 51,7 segundos.
A galáxia NGC 4529 foi descoberta em 12 de Março de 1784 por William Herschel.